# Sèvremont
Sèvremont község Franciaország Loire mente régiójában, Vendée megyében. Új községként 2016. január 1-jén jött létre La Flocellière, Les Châtelliers-Châteaumur, La Pommeraie-sur-Sèvre és Saint-Michel-Mont-Mercure korábbi községek egyesítésével. Az egyesüléskor az új község lélekszáma 6590 fő lett. Lakosainak száma 6401 fő (2022. január 1.).

## Népesség
| Lakosok száma | 6486 | 6455 | 6423 | 6417 | 6391 | 6401 |
|               | 2017 | 2018 | 2019 | 2020 | 2021 | 2022 |